# 記憶の海
記憶の海（きおくのうみ）はTBS系列で、2010年3月22日から3月25日まで4夜連続で23:30 - 24:00（JST、初回は23:40 - 24:10）に放送されたテレビドラマ。TBS・講談社主催「第2回ドラマ原作大賞」の大賞受賞作品。

## 出演者
- 小野里美 - 伊藤歩
- ヒロタマナブ - 筒井道隆
- 塚本真里 - 逢沢りな
- 薮田和司 - 金子貴俊
- P・マッケンジー - ダンテ・カーヴァー
- 井出浩徳 - 石井正則
- 山内京子 - 岩佐真悠子
- 山内裕美子 - 中村久美
- 福原敏秀 - 佐野史郎
- 山内茂 - 柴俊夫

## スタッフ
- 原作 - 松田奈月『記憶の海』（講談社）
- 脚本 - 大浜直樹
- 音楽 - 御園雅也
- 演出 - 吉田秋生
- プロデューサー - 北川雅一､小板洋司
- 製作 - ドリマックス・テレビジョン、TBS

## サブタイトル
| 各話                                       | 放送日        | サブタイトル       | 視聴率 |
| ------------------------------------------ | ------------- | ------------------ | ------ |
| 第1話                                      | 2010年3月22日 | 小野里美の記憶     | 2.7%   |
| 第2話                                      | 2010年3月23日 | 殺人者の記憶       | 4.3%   |
| 第3話                                      | 2010年3月24日 | 山内教授の記憶     | 2.3%   |
| 最終話                                     | 2010年3月25日 | ヒロタマナブの記憶 | 2.7%   |
| （視聴率は関東地区・ビデオリサーチ社調べ） |               |                    |        |